# Нільс Ланґер
Нільс Ланґер (нім. Nils Langer; нар. 25 січня 1990) — колишній німецький тенісист.
Найвищу одиночну позицію світового рейтингу — 188 місце досяг 7 березня 2016, парну — 277 місце — 12 вересня 2016 року.

## Фінали челленджерів Туру ATP

### Одиночний розряд: 4 (0–4)
| Результат | В-П | Дата     | Турнір                 | Покриття   | Суперник         | Рахунок            |
| --------- | --- | -------- | ---------------------- | ---------- | ---------------- | ------------------ |
| Поразка   | 0–1 | Лип 2012 | Оберштауфен, Німеччина | Ґрунт      | Домінік Мефферт  | 4–6, 3–6           |
| Поразка   | 0–2 | Лип 2015 | Марбург, Німеччина     | Ґрунт      | Іньїго Сервантес | 6–2, 6–7(3–7), 3–6 |
| Поразка   | 0–3 | Вер 2015 | Сен-Ремі, Франція      | Тверде     | Іван Додіг       | 3–6, 2–6           |
| Поразка   | 0–4 | Січ 2017 | Кобленц, Німеччина     | Тверде (i) | Рубен Бемельманс | 4–6, 6–3, 6–7(0–7) |

### Парний розряд: 2 (1–1)
| Результат | В-П | Дата     | Турнір           | Покриття | Партнер         | Суперники                 | Рахунок          |
| --------- | --- | -------- | ---------------- | -------- | --------------- | ------------------------- | ---------------- |
| Перемога  | 1–0 | Жов 2015 | Хошимін, В'єтнам | Тверде   | Трістан Ламазін | Сакет Мінені Санам Сінгх  | 1–6, 6–3, [10–8] |
| Поразка   | 1–1 | Вер 2016 | Комо, Італія     | Ґрунт    | Геральд Мельцер | Роман Єбави Андрей Мартін | 6–3, 1–6, [5–10] |

## Досягнення в одиночних змаганнях
| W | Ф | ПФ | ЧФ | #Р | КТ | К# | DNQ | A | NH |

| Турнір                                 | 2012 | 2013 | 2014 | 2015 | 2016 | 2017 | В-П |
| -------------------------------------- | ---- | ---- | ---- | ---- | ---- | ---- | --- |
| Турніри Великого шлему                 |      |      |      |      |      |      |     |
| Відкритий чемпіонат Австралії з тенісу |      |      |      | К2р  | К1р  |      | 0–0 |
| Відкритий чемпіонат Франції з тенісу   |      |      |      |      | К1р  |      | 0–0 |
| Вімблдонський турнір                   |      |      |      |      | К1р  |      | 0–0 |
| Відкритий чемпіонат США з тенісу       |      |      |      | К2р  |      |      | 0–0 |
| Загальна статистика                    |      |      |      |      |      |      |     |
| Разом виграшів–поразок                 | 0–0  | 1–2  | 0–0  | 0–0  | 0–0  | 0–0  | 1–2 |
| Рейтинг на кінець року                 | 305  | 365  | 255  | 218  | 359  | 457  |     |